# Campeonato Mundial de Ajedrez 1929
El Campeonato Mundial de Ajedrez 1929 fue un encuentro entre el retador Yefim Bogoliubov de Alemania y el campeón defensor Alexander Alekhine, nacionalizado francés. El match se jugó en distintas ciudades de Alemania y Países Bajos. El primer juego empezó el 6 de septiembre de 1929. El último juego empezó el 12 de noviembre del mismo año, que terminó empatado. Alekhine ganó el match 15½-9½, manteniendo su condición de campeón y convirtiéndose en el campeón oficial número 13.
Es conocido que el campeón jugó con Bogoliubov para evitar un encuentro de desquite frente al mucho más fuerte excampeón mundial José Raúl Capablanca rival al que había arrebatado el título en el Campeonato Mundial de Ajedrez 1927.

## Match
El match sería jugado a mejor de 30 juegos, las victorias contando 1 punto, los empates ½ punto, y las derrotas 0, y acabaría cuando un jugador llegue a 15½ puntos y gane 6 partidas. Los dos objetivos se deben cumplir para proclamarse campeón. Si el match acabara en un empate 15 a 15, el campeón defensor (Alekhine) retenería el título.
| Jugador            | 1 | 2 | 3 | 4 | 5 | 6 | 7 | 8 | 9 | 10 | 11 | 12 | 13 | 14 | 15 | 16 | 17 | 18 | 19 | 20 | 21 | 22 | 23 | 24 | 25 | Total (Vic) |
| ------------------ | - | - | - | - | - | - | - | - | - | -- | -- | -- | -- | -- | -- | -- | -- | -- | -- | -- | -- | -- | -- | -- | -- | ----------- |
| Alexander Alekhine | 1 | ½ | ½ | 0 | 1 | 0 | 1 | 1 | ½ | 1  | ½  | 1  | 0  | 0  | ½  | 1  | 1  | 0  | 1  | ½  | 1  | 1  | ½  | ½  | ½  | 15½ (11)    |
| Yefim Bogoliubov   | 0 | ½ | ½ | 1 | 0 | 1 | 0 | 0 | ½ | 0  | ½  | 0  | 1  | 1  | ½  | 0  | 0  | 1  | 0  | ½  | 0  | 0  | ½  | ½  | ½  | 9½ (5)      |